# 早船ちよ
早船 ちよ（はやふね ちよ、1914年〈大正3年〉7月25日 - 2005年〈平成17年〉10月8日）は日本の小説家・児童文学作家。

## 生涯
岐阜県高山市出身。1929年（昭和4年）、高山女学校高等科を卒業し、産婦人科の病院に看護婦見習として就職。この年に最初の童話「松葉牡丹の種子」を「鑑賞文芸」に掲載。1930年（昭和5年）、東洋レーヨン石山工場に転職。1931年（昭和6年）には片倉製糸諏訪工場へ再度転職する。この時期の職歴がのちの作品に大きく反映されている。
1934年（昭和9年）に文学者の井野川潔と結婚。浦和市に移り、1941年（昭和16年）、夫とともに文学同人誌「山脈」を創刊、初めての童話集『七ヒキノコガニ』を出版。1959年（昭和34年）より1960年（昭和35年）にかけて『キューポラのある街』を雑誌「母と子」に連載。同作は、1961年（昭和36年）に出版され、翌1962年（昭和37年）には日本児童文学者協会賞を受賞するとともに日活で吉永小百合主演により映画化された。
その後も『キューポラのある街』の続篇を書き続ける一方、苦難の中でたくましく生きる女性や公害問題を追及する作品など社会性のある小説を発表した。晩年は、埼玉児童文化の会を中心とした児童文化運動を夫・井野川潔と二人三脚で推進した。2005年（平成17年）に老衰のため、神奈川県湯河原町の病院で死去。享年91。
代表作としては、映画化もされた『キューポラのある街』『トーキョー夢の島』「ポンのヒッチハイク」（産経児童出版文化賞受賞）などがある。

## 著書
- 『ちちうしさん 1ねんせいのりかどうわ』（福村書店） 1956
- 『花見あひる 2ねんせいのりかどうわ』（福村書店） 1956
- 『みつばちの旅 3年生の理科童話』（福村書店） 1956
- 『山の呼ぶ声』（久米宏一絵、理論社） 1959
- 『めずらしい動物』（三十書房、おはなし日本） 1960
- 『ポンのヒッチハイク』（理論社、少年少女長篇小説） 1962
- 『花どけい』（理論社、日本の創作童話） 1963
- 『母系の海』（講談社） 1963
- 『つばさある季節』（鈴木義治絵、東都書房） 1964
- 『原野わがふるさと』（理論社、小説国民文庫） 1965
- 『集団就職の子どもたち その夢と現実』（弘文堂、フロンティア・ブックス） 1965
- 『峠』（理論社） 1966
- 『街』（理論社） 1966
- 『湖』（理論社） 1966
- 『おばけのオンロック』（長新太絵、評論社、おはなし世界めぐり） 1969
- 『パンドーラの箱』（山中冬児絵、評論社、おはなし世界めぐり） 1970
- 『飛騨路の四季』（細江光洋写真、朝日新聞社） 1970
- 『ふるさと飛騨 自伝的随想集』（新宿書房） 1970
- 『ローブ・サンチカの宝もの』（長新太絵、評論社、おはなし世界めぐり） 1970
- 『若ものと娘たちと愛』（学習の友社） 1970
- 『愛と友情』（ポプラ社） 1971
- 『枯木灘の子守歌』（日本交通公社） 1971
- 『ごきげんながぁが』（理論社、どうわの本棚） 1971
- 『ダムサイトのさくら』（塚谷政義絵、毎日新聞社） 1971
- 『民話の絵本』（滝平二郎きり絵、日本交通公社） 1972
- 『いさごむしのよっ子ちゃん』（市川禎男絵、新日本出版社） 1973
- 『トーキョー夢の島』（かみやしん絵、講談社） 1973
- 『アケミの門出』（ポプラ社、NHK少年ドラマシリーズ） 1974
- 『いっぱいのひまわり アジアの心 - 平和・労働・愛』（新日本出版社） 1974
- 『春のシュトルム』（草土文化） 1974
- 『アハメッドの旅』（けやき書房、世界の民話） 1975
- 『教育青いノート』（草土文化） 1975
- 『わたしの飛騨』（けやき書房） 1975
- 『あすも夕やけ』（太田大八絵、新日本出版社） 1976
- 『あんまりだ! ジェミー』（けやき書房、世界の民話） 1976
- 『丘の少年王』（けやき書房、世界の民話） 1976
- 『お月さんのんだ』（ポプラ社） 1976
- 『お日さまのむすめ』（けやき書房、世界の民話） 1976
- 『山のなかまたち』（箕田源二郎絵、岩崎書店、日本の幼年童話） 1976
- 『あすへ羽ばたく』（鈴木義治絵、講談社） 1977
- 『チューリップばたけの花アブの子』（PHP研究所） 1977
- 『花ぐるまの井戸』（国土社） 1977
- 『子ども発見 さあ、手をつないで』（文化出版局、よつば新書） 1978
- 『ちさ・女の歴史 長編小説』第1 - 6部（理論社） 1979
- 『緑のオーケストラと少女』（小学館） 1979
- 『サロルン・リムセ 失われたふるさと』（林田恒夫写真、童心社） 1980
- 『山恋い』（草土文化） 1981
- 『『あの子』はだあれ』（太田大八絵、新日本出版社） 1982
- 『いのち生まれるとき』（中島保彦絵、理論社） 1982
- 『円空』（草土文化） 1983
- 『双六小屋いろりばなし』（草土文化） 1985
- 『童話と絵本のせかい なにを、どう書くか』（講談社） 1985
- 『虹』（太田大八絵、汐文社、原爆児童文学集） 1985
- 『おとなの童話』（本阿弥書店） 1987
- 『冬ごもりのなかまたち』（岩崎書店、幼年文学名作選） 1989
- 『花ぐるまの井戸』（国土社、絵本むかしばなし傑作選） 1997

### 「キューポラのある街」
- 『キューポラのある街』（弥生書房） 1961、のち理論社、講談社文庫、フォア文庫、けやき書房
- 『未成年 キューポラのある街 第2部』（理論社、小説国民文庫） 1965
- 『赤いらせん階段 キューポラのある街 第3部』（理論社） 1967
- 『キューポラのある街 リスの巻 (キューポラ銀座)』（理論社） 1975

### 「早船ちよ・幼年童話」
（けやき書房）
- 『キジ笛』 1987
- 『アヒルたんじょう 朝日が丘ものがたり 1』 1988
- 『いわぬが花よ贈物 朝日が丘ものがたり 2』 1988
- 『山の子どもの家 朝日が丘ものがたり 3』 1988
- 『一本足の山の女神 山へこぞうが 1』 1988
- 『しあわせあげます 山へこぞうが 2』 1988
- 『サギの湯村の村長さん 山へこぞうが 3』 1988
- 『カラスのクロちゃん』 1988
- 『ぎんなん村』 1988
- 『タロウとユリのまきば』 1989

### 共著
- 『あたらしい児童文学の創造』（井野川潔共編、評論社） 1969
- 『埼玉の伝説』（諸田森二共著、角川書店、日本の伝説） 1977
- 『美濃・飛騨の伝説』（長倉三朗共著、角川書店、日本の伝説） 1979

## 伝記
- 『キューポラのある街 評伝・早船ちよ』（関口安義、新日本出版社） 2006